# Пјацалунга (Сондрио)
Пјацалунга је насеље у Италији у округу Сондрио, региону Ломбардија.
Према процени из 2011. у насељу је живело 13 становника. Насеље се налази на надморској висини од 681 м.